# Становая (Курганская область)
Станова́я — деревня в Кетовском районе Курганской области. Административный центр Становского сельсовета.

## История
До 1917 года деревня входила в состав Митинской волости Курганского уезда Тобольской губернии. По данным на 1926 год состояла из 58 хозяйств. В административном отношении входила в состав Анчутинского сельсовета Утятского района Курганского округа Уральской области.

## Население
| 1989 | 2002 | 2010 |
| ---- | ---- | ---- |
| 440  | ↗445 | ↘441 |

По данным переписи 1926 года в деревне проживало 254 человека (120 мужчин и 134 женщины), в том числе: русские составляли 100 % населения.